# Maryam Nawaz
Maryam Nawaz Sharif (en punjabi y en urdu: مریم نواز‎; Lahore, Pakistán, 28 de octubre de 1973), también conocida como Maryam Safdar, es una política paquistaní, vicepresidenta senior de la Liga Musulmana de Pakistán (N). Ingresó a la política en el año 2012 y en 2013, se hizo cargo de la campaña electoral del PML-N. Fue Presidenta del Programa Juvenil del Primer Ministro. 

## Trayectoria política
Maryam Nawaz es un miembro prominente de la familia política Sharif ya que es hija de  Nawaz Sharif, quien ocupó el cargo de primer ministro de Pakistán en los periodos 1990-1993, 1997-1999 y 2013-2017. 
Ella ingresó a la política en 2012 y ha desempeñado diversos roles en el seno de la Liga Musulmana de Pakistán Nawaz). Al inicio de su carrera política, visitó institutos educativos para dar discursos sobre educación y derechos de la mujer. En 2012, se encargó de la campaña electoral de Nawaz Sharif durante las elecciones generales de Paquistán de 2013. Fue presidenta del Programa Juvenil del Primer Ministro en noviembre de 2013. 
Como miembro de la familia Sharif, Maryam Nawaz es parte de una dinastía política en Pakistán. 
Previo a su ingreso en la política, estuvo involucrada en la organización filantrópica de su familia,   desempeñándose como presidenta de Sharif Trust, Sharif Medical City y Sharif Education Institutes. En 2018, en su declaración jurada de bienes ante la Comisión Electoral de Pakistán, Maryam declaró activos con valor de 845 millones de rupias.  Posee 1.506 Kanals (188 acres) de tierras agrícolas y ha invertido millones en múltiples empresas. 
Ella se volvió políticamente activa en 2017 después de que su padre, Nawaz Sharif, fuera condenado por la Corte Suprema de Pakistán en relación con el caso de los Papeles de Panamá. También, hizo campaña a favor de su madre, Kulsoom Nawaz, durante las elecciones parciales en el distrito electoral NA-120.En junio de 2018, se le asignó una boleta PML-N para participar en las elecciones generales de 2018 del distrito electoral NA-127 (Lahore-V) y PP-173. 
El 3 de enero de 2023, Nawaz fue nombrada vicepresidenta senior de la Liga Musulmana de Pakistán (N). También es "Organizadora Principal" del partido bajo el mandato de reestructurar y reorganizar el partido en todos los niveles. 

## Vida personal
Maryam Nawaz nació el 28 de octubre de 1973 en Lahore, Pakistán. Sus padres son Nawaz Sharif, político paquistaní, y Kulsoom Butt. 
Recibió su educación inicial en el Convento de Jesús y María, Lahore .  Tiene estudios incompletos de Medicina en el King Edward Medical College. Completó estudios universitarios en la Universidad de Punjab, donde obtuvo una maestría en Literatura Inglesa.  En 2012, hizo su doctorado en Ciencias Políticas sobre la radicalización política en Pakistán después del 11 de septiembre. 
Nawaz está casada con Safdar Awan, capitán en el ejército de Pakistán, desde 1992. El matrimonio tiene dos hijas, Mahnoor y Mehr-un-Nisa, y un hijo, Junaid. 
Después del golpe de Estado en Pakistán de 1999, estuvo bajo arresto domiciliario por cuatro meses, y posteriormente fue enviada al exilio en Arabia Saudita junto con los miembros de la familia Sharif.   

## Reconocimientos
En marzo de 2017, la seleccionaron como una de las 100 mujeres de la BBC de descendientes políticas. 
En 2017, apareció como una de las 11 mujeres poderosas en todo el mundo en la lista del New York Times.

## Controversias
En 2014, el Tribunal Superior de Lahore cuestionó sus títulos de maestría y doctorado.  No estaba claro si su doctorado fue obtenido u honorario.  En 2018, al presentar registros a la Comisión Electoral de Pakistán, solo declaró su maestría en Literatura Inglesa. 
En julio de 2017, Nawaz fue investigada por el escándalo Fontgate, un caso de corrupción sobre los bienes de su familia. Ella presentó una declaración fechada de 2006 en la que afirmaba que solo era fideicomisaria de la empresa que compró los apartamentos de Londres que fueron objeto del juicio. Más tarde, el tribunal declaró los documentos como falsos.  
En julio de 2018, fue sentenciada a 7 años de cárcel por cargos de corrupción presentados por la Oficina Nacional de Responsabilidad .  Como resultado, fue inhabilitada para la política durante 10 años.   El 29 de septiembre de 2022, el Tribunal Superior de Islamabad anuló su condena, y volvió a ser elegible para participar en las elecciones. 
El 8 de agosto de 2019, la Oficina Nacional de Responsabilidad de Lahore ordenó su arresto por cargos de corrupción sobre Chaudhry Sugar Mills.  En noviembre del mismo año, fue puesta en libertad bajo fianza. 